# Ablach (Donau)
Die Ablach ist ein heute etwa 33 km langer Fluss anfangs im baden-württembergischen Landkreis Konstanz, überwiegend aber im Landkreis Sigmaringen, der nach einem ungefähr nordöstlichen Lauf bei Mengen von rechts in die Donau mündet.
Die Ablach entsteht an der hier niedrigen Europäischen Hauptwasserscheide als heute meist zuflussloser rechter Zweig unterhalb eines Teilungswehres im Bereich der Schwackenreuter Seenplatte, der gewöhnlich die Mindersdorfer Aach der Stockacher Aach zuführt und nur bei Hochwasser auch die Ablach speist. Mit diesem ihr genommenen Oberlauf wäre sie etwa 41 km lang. Sie entwässert nur noch einen Teil des Moorgebiets der sogenannten Waltere.

## Name
Die Herkunft des Namens ist nicht sicher geklärt. Es wird jedoch meist ein keltischer Ursprung angenommen. So wird ein keltischer Name Abela vermutet, das so viel heißt wie „Bach“. Alternativ wird auch ein kelt. *Ablakā rekonstruiert, mit dem Bestimmungswort indogerm. *ab- 'Wasser' oder auch kelt. *abl-/abal- 'Apfel'.

## Geographie

### Verlauf

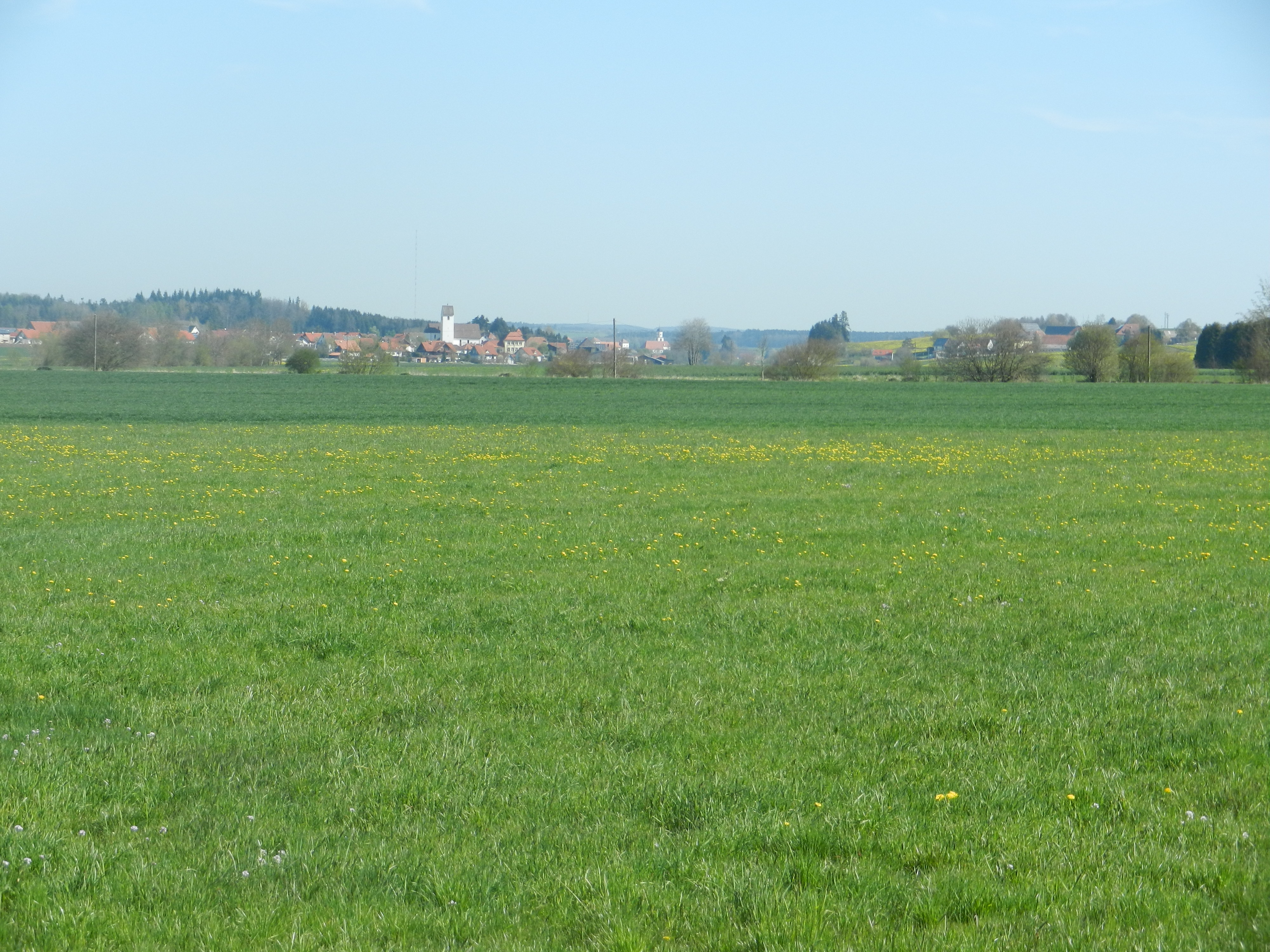
Oberes Ablachtal bei Sauldorf mit Bichtlingen und ganz im Hintergrund Meßkirch

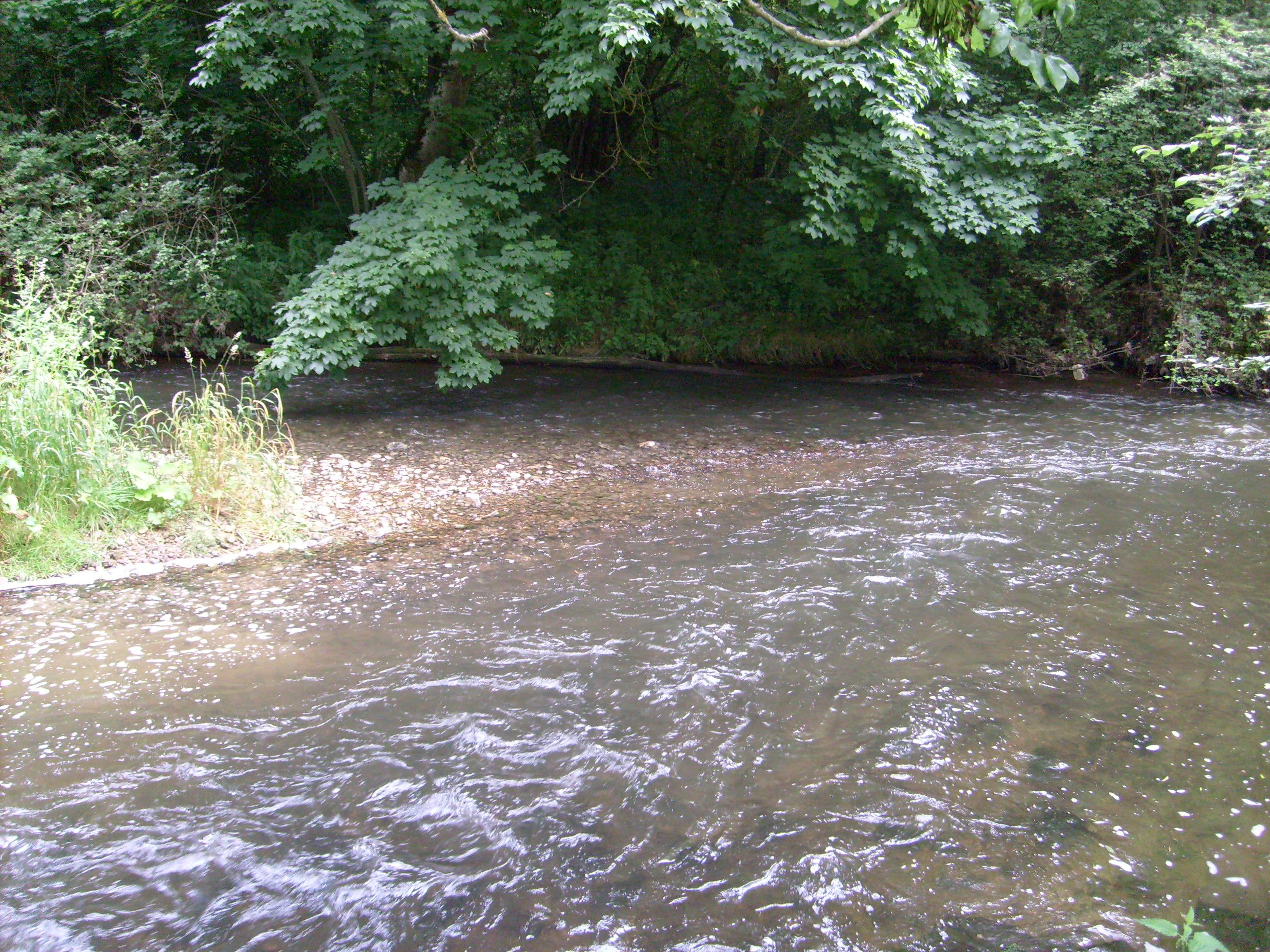
Zusammenfluss von Andelsbach (vorne) und Ablach (hinten) bei Krauchenwies

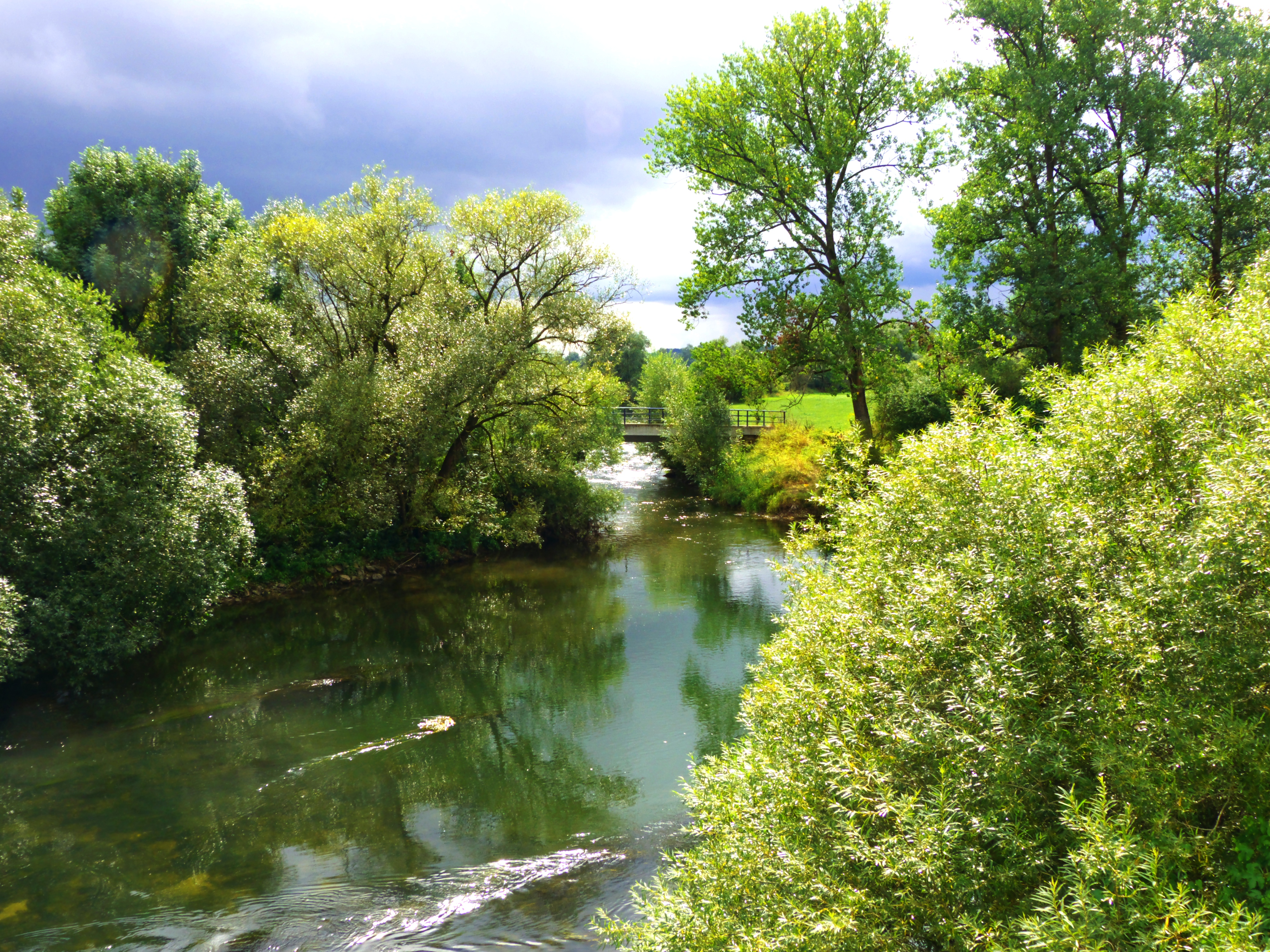
Die Ablach (von oben) mündet bei Mengen in die Donau (von rechts, Blickrichtung flussaufwärts).

Auf ihrem Weg zur Donau fließt die Ablach in ihrem verbliebenen Oberlauf durch die Schwackenreuter Seenplatte und passiert die Orte Bichtlingen und Schnerkingen. In Meßkirch erhält die Ablach linksseitig Zufluss vom Grabenbach. Die Ablach passiert weiterhin Igelswies und Menningen, wo die Ablach im Mittelalter die heute teilweise zugeschütteten Gräben des Wasserschlosses Menningen speiste. Vor Göggingen wird sie rechtsseitig vom Ringgenbach gespeist, später wird dort ein Teil der Wassermenge in den so genannten Mühlekanal abgeleitet. Hinter Göggingen fließen Mühlekanal und Ablach wieder zusammen.
Die Ablach passiert nun das nach ihr benannte Dorf Ablach, fließt weiter in Richtung Krauchenwies und durch die fürstlichen Parkanlagen dort. Hier speist sie der Andelsbach von rechts. Hinter Krauchenwies läuft sie, in ein begradigtes Bett gezwängt, bei Zielfingen durch eine Ansammlung von Baggerseen. Auf der Höhe des Restaurants Südsee III befindet sich ein Wehr, an dem ein Teil des Wassers in einen Kanal abgeleitet werden konnte, um der Energiegewinnung einer Mühle und eines Sägewerks zu dienen. Hinter dem Dillmannschen Sägewerk wurde das Wasser der Ablach wieder zugeführt, um gleich danach wieder teilweise abgeleitet zu werden. Nutznießer ist hier das Dinsersche Sägewerk. Das abgeleitete Kanalwasser fließt als Mengener Ablach durch die Stadt Mengen. Die ursprüngliche Ablach dagegen (Ennetacher Ablach) passiert Ennetach. Unterhalb von Mengen vereinigen sich die Zweige wieder, bald darauf mündet die Ablach oberhalb der Flussbrücke der L 269 Mengen–Blochingen gegenüber dem Stadtteil von rechts und Südwesten in die Donau.
Auf den letzten etwa 800 Metern vor ihrer heutigen Mündung fließt die Ablach im früheren Flussbett der Donau. Dieser Altwasserarm wurde im Zuge von deren Begradigung vom heutigen Flusslauf der Donau abgetrennt.

### Wasserscheide, Mindersdorfer Aach und Fluss-Bifurkation
Der heutige Oberlauf der Mindersdorfer Aach ist der ursprüngliche, natürliche Oberlauf der Ablach. Da die Stockacher Aach ein für die Wasserkraftnutzung günstiges „rheinisches“ Gefälle aufweist und die dortigen Sägewerke und Hammerwerk mehr Wasser benötigten, griff um das Jahr 1699 erstmals der Mensch in den natürlichen Bachverlauf ein. Im Bereich der Europäischen Wasserscheide zwischen den Einzugsgebieten von Bodensee-Rhein und Donau wurde das Wasser der Mindersdorfer Aach im Gebiet der heutigen Schwackenreuter Seenplatte bei der Eckmühle durch den Mindersdorfer Aach-Ablach-Durchstich größtenteils in die Stockacher Aach umgeleitet, die etwa 100 Meter weiter westlich fließt, und damit die Talwasserscheide zu Gunsten der Stockacher Aach verschoben. Man grub also der Ablach durch eine künstliche sogenannte (Fluss-)Bifurkation buchstäblich das Wasser ab. Ein Wehr aus Kalksteinen leitet hier die weit größere Wassermenge.
Das Wasser der kleinen Mindersdorfer Aach verzweigt sich an der Bifurkation und die weit größere Wassermenge fließt in der Stockacher Aach nach Süden zum Bodensee, von dort gelangt es über den diesen durchziehenden Rhein in die Nordsee. Nach Norden fließt die kümmerliche Restwassermenge – und auch nur in Monaten mit hohem Wasserstand – dem Talverlauf folgend als Ablach in die Donau und weiter ins Schwarze Meer.
Bedenken zum Abgraben des Zulaufs zur Ablach äußerten Handwerkern aus Meßkirch. Durch die verminderte Wassermenge, so ihre Befürchtung, würde es zu Nachteilen für die Müller, Gerber, Sägewerker und die anderen wasserabhängigen Gewerke in Meßkirch kommen. Doch die Vertreter der fürstenbergischen Hammerwerke in Zizenhausen bestanden damals auf mehr Wasserkraft für die Aach.
Mit der Entstehung der Schwackenreuter Baggerseen erhielt die Ablach ein neues, künstliches Bachbett. In die nunmehrige Aach wurde ein Streichwehr von rund fünf Metern Länge gebaut, das bei hohem Wasserstand überläuft und Wasser in die Ablach abgeben sollte. Das Wehr ist heute (Stand 2007) bis auf ein Rinnsal überwuchert, wodurch der Abfluss zur Ablach noch weiter vermindert ist. Deshalb wird die Ablach nur noch bei Hochwasser beaufschlagt und trocknet bei Niedrigwasser im Oberlauf weitgehend aus.

### Zuflüsse und Seen
Liste von direkten Zuflüssen und  Seen von der Quelle zur Mündung. Gewässerlänge auf dem Hauptstrang, Seefläche und Einzugsgebiet und Höhe nach den entsprechenden Layern auf der Onlinekarte der LUBW. Andere Quellen für die Angaben sind vermerkt. Auswahl.
Heutiger Ursprung der Ablach auf etwa 621 m ü. NHN am Teilungswehr der Mindersdorfer Aach zwischen dem zweiten und dem dritten der größeren Sauldorfer Baggerseen, die auch als Schwackenreuter Seenplatte bezeichnet werden. Der linke Hauptzweig der Mindersdorfer Aach setzt sich dagegen in der Stockacher Aach fort, die Richtung Bodensee läuft.
- Passiert weiter die großen und zahlreichen Sauldorfer Baggerseen bis nach dem Rubelisbach.
- Gröbelgraben, von rechts im Bereich der Seen, 2,4 km und ca. 2,4 km².[17]
- Alte Ablach, von links, 1,6 km und ca. 1,6 km²[17]
- Rubelisbach oder auch Rübelisbach, von links gegenüber den Sauldorfer Beckerhöfen, 3,5 km und ca. 4,1 km²[17]
- Rinkenbach, von rechts vor der talquerenden K 8216 aus Sauldorf, 6,6 km und ca. 8,4 km².[17]
- Auenbach, von rechts gegenüber den Sauldorfer Hardhöfen, 8,6 km und 21,6 km².[18]
- Seewaldbach, von links nordöstlich der Hardhöfe, 3,3 km und ca. 3,3 km².[17]
- Brühlgraben, von links an der Ablachbrücke der Straße Reute–Wackershofen, 1,0 km und ca. 1,0 km².[17] Entsteht auf etwa 625 m ü. NHN am Hang unterhalb von Reute.
- Nollenbach, von rechts südlich des Sauldorfer Dorfs Unterbichtlingen, 1,7 km und ca. 2,9 km².[17]
- Krummbach, von links am Nordrand von Unterbichtlingen, 14,7 km und 66,107 km².[19]
- Aspenbach, von rechts auf der Gemeindegrenze Sauldorf/Meßkirch, 3,2 km und ca. 4,1 km².[17]  Durchfließt den Aspenweiher nordöstlich des Sauldorfer Dorfs Oberbichtlingen, 0,9 ha.
- Hennledobelgraben, von rechts vor dem Südrand des Meßkircher Dorfs Schnerkingen, 1,0 km und ca. 0,8 km².[17]
- Ortsbach, von rechts nach Schnerkingen, 1,7 km und ca. 1,0 km².[17]
- Grabenbach, von links in der Mitte von Meßkirch, 8,4 km und 30,8 km².[19]
- Teuerbach, von links im nördlichen Meßkirch, 3,9 km und 18,6 km².
- Wolfhaldengraben, von rechts am nordöstlichen Rand von Meßkirch, 1,4 km und ca. 1,1 km².[17]
- (Menninger) Talbach, von links im Meßkircher Dorf Menningen, 6,6 km und 18,0 km².
- Ringgenbach, von rechts abwärts von Menningen, 7,4 km und 21,0 km².[19]
- Lautenbach, von rechts vor dem Krauchenwieser Dorf Göggingen, 2,3 km und ca. 2,4 km².
- (Gögginger) Talbach, von rechts in Göggingen in einen Nebenkanal, 1,2 km und ca. 2,8 km².[17]
- Altlachen, von links in Göggingen, 0,9 km und ca. 0,8 km².[17]
- Unterriedgraben, von links am Südrand des Dorfes Ablach von Krauchenwies, 1,8 km und ca. 1,8 km².[17]
- Augraben, von rechts östlich von Ablach, 1,5 km und ca. 0,9 km².[17]
- Egelseegraben, von links östlich von Ablach, 1,3 km und ca. 0,8 km².[17]
- Espangraben, von rechts nordöstlich von Ablach, 1,5 km und ca. 0,5 km².[17]  Durchfließt bis kurz vor der Mündung in die Ablach den ersten großen der Baggerseen unterhalb von Ablach, 15,4 ha.
- Postenwiesengraben, von rechts vor der Flussbrücke der Ablachtalbahn, 0,5 km und ca. 0,1 km².[17]  Entwässert einen weiteren großen Baggersee an der unteren Ablach, etwa 9,1 ha.[20]
- Andelsbach, von rechts bei Krauchenwies, 29,7 km und 152,4 km².[19]
- Salengraben, von links unterhalb der Eisenbahnbrücke bei Krauchenwies, 3,0 km und ca. 2,4 km².[17]
- Lindensoppengraben, von links gegenüber dem Abgang des Triebwerkskanals zum Krauchenwieser Elektrizitätswerks, 2,1 km und ca. 1,6 km².[17]
- Passiert den Zielfinger Vogelsee links am Ufer, 35,8 ha. Naturschutzgebiet.[21]
- Wusthaugraben, von links vor dem gleich anschließenden Zielfinger Baggersee, 7,1 km und 13,8 km².  Durchfließt den Gögginger, 1,5 ha., Ablacher, 1,7 ha, und den Wusthauweiher, 2,2 ha.
- Burrengraben, von rechts wenig nach dem vorigen, 1,2 km und ca. 1,2 km².[17]
- Zielfingergraben, von links südöstlich des Mengener Weilers Zielfingen in die Ablach selbst, 1,4 km und ca. 1,3 km².  Durchfließt den Zielfinger Baggersee, 28,0 ha.
- Wegäckergraben, von rechts in einen Nebenkanal, 1,3 km und ca. 0,3 km².[17]
- Riedbach, von rechts und Süden in einen Nebenkanal am Wohnplatz Mühle des Mengener Dorfes Rulfingen, 4,3 km und ca. 4,5 km².[17]

Flussteilung nach der Bahnbrücke zum Dillmannschen Sägewerk in Ennetacher Ablach (linker Hauptast) und Mengener Ablach (rechter Nebenast, 4,3 km,)
- Lohbach, von rechts gleich nach der Verzweigung in die Ennetacher Ablach, 3,6 km und ca. 4,2 km².[17] Kreuzt zuletzt die Mengener Ablach.
- Fronholzgraben, von links fast schon gegenüber dem Dinserschen Sägewerk in die Ennetacher Ablach, 2,1 km und ca. 1,9 km².[17]
- Trögebach, von links nahe der Ennetacher Siedlung um die Holzstraße in die Ennetacher Ablach, 1,8 km und ca. 1,3 km².[17]
- Mittlerer-Weg-Graben, von rechts an der Brücke der B 311 beim Mengener Stadion in die Mengener Ablach, 2,3 km und ca. 2,0 km².[17]
- Schwefelgraben, von rechts nahe dem Butzengässle von Mengen in die Mengener Ablach, 1,6 km und ca. 1,3 km².[17]
- (Rücklauf Flutkanal), von rechts nördlich der B 32 zurück in die Ennetacher Ablach, 1,7 km.

Wiedervereinigung der Äste beim Mengener Siedlungsplatz Walke zur Ablach.
- Vorflutgraben, von rechts an der Mengener Kläranlage, 0,7 km und 1,6 km².

Mündung der Ablach von rechts gegenüber dem Mengener Stadtteil Blochingen in die Donau. Die Ablach ist 32,4 km lang und hat ein Einzugsgebiet von 435,5 km².

## Geologie
Während der Rißeiszeit, der vorletzten Eiszeit vor rund 120.000 Jahren, floss die Ablach bei Engelswies in die Donau, ihr bisheriges Tal war vom Rißgletscher bedeckt, der gleichzeitig die Donau staute, weshalb das Donautal aufwärts bis Geisingen und Spaichingen – bis auf 667 Meter Höhe – einen großen See bildete. Dieser floss zeitweilig bei Spaichingen über die dortige Talschwelle in das Neckartal ab. Nach der Rißeiszeit schuf sich die Ablach mithilfe der gestauten und dann rasch abfließenden Wassermassen vor etwa 100.000 Jahren ihr heutiges Tal.
Vor der Begradigung hatte die Ablach einen mäandrierenden Verlauf. Das Ablachtal gilt im weitesten Sinne als Trennung zwischen dem Heuberg im Norden und dem Linzgau im Süden.

## Geschichte
Schon früh lernten die Menschen, sich das fruchtbare Land links und rechts des Flusslaufes nutzbar zu machen, was sich in frühen Besiedelungen durch die Kelten, Römer und Alamannen zeigte.
Dass Kelten im Ablachtal siedelten, dafür zeugt der Name dieses Flusses selbst. Entlang des Ablachtals findet man an den siedlungstopographisch günstigsten Stellen Altsiedelorte, die bereits während der alemannischen Landnahme, also im fünften und sechsten Jahrhundert gegründet worden waren und deren Namen auf „-ingen“ enden: Göggingen, Menningen, Schnerkingen, Bichtlingen.
Später gewann das Ablachtal wegen seines Holzbestands und auch weil seine Bodenqualität dem Getreideanbau günstig ist, immer mehr an Bedeutung. Die jährlichen Frühjahrsüberschwemmungen sorgten für eine ausreichende Düngung. Erst im letzten Jahrhundert entwickelte sich im Ablachtal der industrielle Kiesabbau stark.
Der Verlauf der Ablach erhielt durch viele Faktoren seine heutige Form. So sind einige Kilometer des Oberlaufs der Ablach in die Stockacher Aach umgeleitet worden, wodurch sich das Einzugsgebiet der Ablach um rund 22 Quadratkilometer verkleinerte. Kurios ist, dass der Oberlauf der heutigen Aach, die durch Zizenhausen fließt, dort 1857 noch Ablach hieß. Der staatliche Eisenbahnbau nahm ebenfalls großen Einfluss auf den Flussverlauf, der Bau der Eisenbahnstrecke von Schwackenreute nach Pfullendorf (1873 eröffnet) und der Bau der Hegau-Ablachtal-Bahn, zwischen 1866 und 1870 von Stockach nach Meßkirch und bis 1873 von Meßkirch über Krauchenwies nach Mengen, veränderte den Fluss. Die Bahnstrecke verläuft oftmals entlang der Ablach und quert diese auch. Zudem erfuhr die Ablach durch den aufkommenden Straßenbau ihre Einschränkung. So erhielt durch die Bundesstraße 311 ein bereits durch die Landwirtschaft veränderter Lebensraum sein heutiges Bild. Auch wurde wegen wiederholter Überschwemmungen die Ablach zwischen Menningen und Göggingen korrigiert; so wurde im November 1910 beschlossen, den Wasserverlauf auf zwölf Meter zu verbreitern, die Maßnahmen kostete 140.000 Mark. Neben den Änderungen durch verkehrstechnische Baumaßnahmen kam es zu weiteren Verlaufskorrekturen durch den Kiesabbau.

## Pegel
Der Pegel der Ablach wird vom Regierungspräsidium Tübingen an drei Stellen gemessen: Eine Messeinrichtung befindet sich in Menningen und zwei bei Mengen, und zwar an der Ennetacher Ablach und an der Mengener Ablach.

## Flora und Fauna
Gerade in ihrem Oberlauf hat die Ablach durch Begradigung und Tieferlegung strukturellen und funktionellen Schaden erlitten, inzwischen ist aber der Biber wieder heimisch.

## Kunst
Bei den Schwackenreuter Seen steht als sichtbare Markierung der Europäischen Wasserscheide die Wasserscheide-Plastik, ein 2007 eingeweihtes Kunstwerk von Peter Klink.